# De gyldne æbler
Iduns æbler er det syvende tegneseriealbum af Peter Madsen i serien om Valhalla, og blev udgivet i 1990. Historien er en genfortælling af myterne, hvordan Loke forråder Idun, og hvordan Thor siden befrier hende fra Tjasse, samt hvordan Tjasses datter Skade kræver bod for hans død og bliver gift med Njord.

## Handling
Loke laver en aftale med den rige jætte Tjasse, som gerne vil have fat i Idun og ikke mindst hendes magiske æbler, der giver evigt liv. Loke prøver først at lokke hende, men ender med at kidnappe hende og føre hende til Tjasse. Han nægter dog at betale Loke. Samtidig begynder guderne at bliver meget gamle meget hurtigt, da de ikke længere kan få Iduns magiske æbler. Loke har dog sikret sig et æble, inden Idun blev bortført, men han får snakket sig fra gudernes vrede ved at påstå, at han gjorde det for kunne få Tjasse datter, Skade, som kone.
Han bliver derfor sendt afsted for at få æblerne og Idun tilbage, og Thor tager med ham.
Thor ender med at befri Idun og slår Tjasse ihjel. Skade kræver erstatning og vil giftes med Balder, men det bliver arrangeret således hun kan vælge mellem alle Asgårds enlige mænd, men kun ud fra deres ben. Hun vælger de pæneste ben, som hun tror tilhører Balder, men det viser sig at være Njords, som er pæne, fordi han tilbringer så meget tid med dem i havet. De bliver forelskede og snart efter gift, men finder hurtigt ud af, at Skade ikke kan holde ud at være hos Njord ved havet, hvor havmågerne holder hende vågen hele natten, og Njord kan ikke holde ud at være hos Skade i bjergene, hvor ulvene hyler.